# Vasile Netea
Vasile Netea (a publicat și sub pseudonimul Victor Lucrețiu) (n. 1 februarie 1912, Deda, Mureș - d. 6 martie 1989, București) a fost un scriitor, istoric român, cercetător al istoriei Transilvaniei. A publicat 40 de cărți, în mare parte din ele abordând subiectul său preferat, Ardealul, dedicându-i acestuia toată puterea sa de muncă. 

## Biografie
Vasile Netea s-a născut în 1 februarie 1912 în comuna Deda. A avut o copilărie zbuciumată, în principal datorită contextului istoric din acea perioadă. La numai 4 ani de la nașterea sa izbucnește prima conflagrație mondială, tatăl său merge pe frontul din Galiția, iar copilul Vasile împreună cu mama sa se refugiază în satul natal al mamei, Gledin.
După terminarea războiului revine împreună cu familia în comuna natală, Deda. Aici, în anul 1923, urmează școala primară, studiind împreună cu învățătorul Borșianu. În anul 1931 pleacă la Târgu Mureș, unde urmează Școala Normală. Aici debutează cu o poezie în revista Liceului Alexandru Papiu Ilarian. Perioada petrecută în Târgu Mureș este de mare însemnătate pentru viitorul lui Vasile Netea. Intră în contact cu revista Astra, în paginile căreia va debuta la scurt timp ca publicist cu două articole, unul despre George Coșbuc (la 10 de la trecerea în neființă a poetului) și un necrolog la moartea povestitorului Ion Dragoslav. În aceași revistă va mai publica și o poezie, intitulată Pământ - poezie preluată de revista Cuget clar a lui Nicolae Iorga. Deși elev fiind, Vasile Netea are o tentativă de a scoate pe cont propriu o revistă de cultură generală, intitulată Avântul, din care nu a apărut decât un număr în anul 1928.
În anul 1928 debutează literar la Cluj, în ziarul Patria și în Lugoj în publicația Drapelul.
După absolvire profesează ca învățător în mai multe localități de pe Valea Mureșului, printre care Teaca, Lunca Bradului, Reghin.
Între 1931-1932, Vasile Netea se stabilește la Reghin. Aici leagă o prietenie și o colaborare cu profesorul Aurel Popp, directorul liceului Petru Maior din localitate. Prin intermediul acestuia îl cunoaște pe doctorul Eugen Nicoară, împreună cu care Vasile Netea, sub patronajul Astrei, antrenează un număr semnificativ de intelectuali într-o mișcare culturală fără precedent în această zonă. Împreună cu același doctor, Vasile Netea publică mai multe lucrări despre istoria, etnografia și valorile neamului românesc, printre care Figuri mureșene și Murăș, Murăș apă lină. În anul 1933, împreună cu Em. I. Cocoș, inițiază o foaie de cultură, intitulată Credința, în care publică un material despre Nicolae Titulescu - „exponentul diplomației românești pentru apărarea integrității hotarelor României”.
Chiar dacă popasul în aceste locuri a fost de scurtă durată, în această perioadă Vasile Netea intră în contact cu istoria Ardealului, cu tradițiile de pe Valea Mureșului, întocmind o serie de memorii în care evocă locurile vizitate și oamenii de cultură pe care i-a întâlnit. Printre persoanele pe care le cunoaște în această perioadă se numără: Theodor A. Bogdan (1877-1945) - învățător, folclorist, autor al culegerii intitulate Ștefan cel Mare, Tradiții legende, balade colinde, doctorul Aurel Moldovan - membru al societății România Jună, Vasile Berbecaru Muntenescu - preot și poet, întemnițat în Ungaria datorită ideila sale naționale, Iosif ioan Șchiopul, etc.
Între anii 1936-1937 scoate la Târgu Mureș revista de literatură și artă Clipa, iar în anul 1937 editează o alt revistă de literatură Jar și slovă.
Ulterior, își completează diferența de liceu la Blaj, iar mai apoi, între anii 1939-1940 aprofundează pedagogia la universitatea din Cluj.
După absolvirea cursurilor pleacă la București unde, între 1940-1941, studiază pedagogia. Între anii 1942-1946 urmează cursurile Facultății de Litere și Filozofie din cadrul Universității București. În anul 1948, în cadrul Universității din București, își dă doctoratul cu lucrarea George Barițiu: Viața și opera la Universitatea din București.

## Lucrări publicate
Vasile Netea a avut o activitate culturală prodigiaosă, pe lângă cele 40 de cărți publicate a publicat mai multe sute de articole. Mai jos sunt doar câteva din cele mai cunoscute lucrări ale sale.
- Din contribuția învățătorimii române la dezvoltarea culturii naționale (1935)
- Murăș, Murăș, apă lină - împreună cu Eugen Nicoară (1936)
- Constantin Romanu Vivu prefectul Legiunii XII în anii 1848-1849 (1937)
- Sub stindardul ASTREI (1939)
- Dela Petru Maior la Octavian Goga (1944)
- Istoria Memorandului românilor din Transilvania și Banat (1947)
- Muntii Apuseni: muzeu istoric si Pantheon al poporului român (1977)
- 1877 în conștiința literară a epocii: documente, scrisori, articole (1977)
- Folclorul și folcloriștii mureșeni (1983)
- Mureșul superior - vatră de cultură românească (1988)

## Premii și distincții
- Premiul „Gh. Asachi" al Academiei Române pentru lucrarea De la Petru Maior la Octavian Goga. (1945)
- Universitatea din București îi acordă titlul de Doctor în Științe Istorice, cu mențiunea „magna cum laude". (1947)